# Kostelec nad Vltavou
Kostelec nad Vltavou település Csehországban, Píseki járásban. Kostelec nad Vltavou Jickovice, Orlík nad Vltavou, Nevězice, Hrejkovice, Kovářov, Milevsko és Varvažov településekkel határos. Lakosainak száma 398 fő (2024. január 1.).

## Népesség
A település lakosságának változását az alábbi diagram mutatja:
| Lakosok száma | 1557 | 1373 | 1220 | 838  | 579  | 414  | 401  | 392  | 396  | 398  |
|               | 1869 | 1890 | 1921 | 1950 | 1980 | 2001 | 2017 | 2019 | 2022 | 2024 |